# Алькосер, Хосимар
Хосима́р Анхе́ло Алько́сер Макку́к (исп. Josimar Angelo Alcócer McCook; 7 апреля 2004, Сан-Хосе, Коста-Рика) — коста-риканский футболист.

## Карьера
Воспитанник клуба «Алахуэленсе», за основной состав которого дебютировал в августе 2021 года. 12 сентября того же года Алткосер забил свой первый гол за команду в ворота «Гуадалупе». На тот момент футболисту было 17 лет. В августе 2023 года талантливый костариканский футболист отправился в Европу, где подписал контракт с бельгийским «Вестерло».

### В сборной
Выступал за молодежную сборную страны. За главную национальную команду Алькосер дебютировал 25 марта 2023 года в игре Лиги наций КОНКАКАФ против Мартиники (2:1). Вскоре вместе с «тикос» он принял участие в Золотом кубке КОНКАКАФ в США.